# Кубок європейських чемпіонів 1989—1990
Кубок європейських чемпіонів 1989—1990 — 34-й сезон Кубка європейських чемпіонів УЄФА, головного європейського клубного турніру.

## Перший раунд
| Команда 1            | Заг. | Команда 2                | 1-й матч | 2-й матч |
| -------------------- | ---- | ------------------------ | -------- | -------- |
| Тіроль (Інсбрук)     | 9:2  | Омонія (Нікосія)         | 6:0      | 3:2      |
| Рейнджерс (Глазго)   | 1:3  | Баварія (Мюнхен)         | 1:3      | 0:0      |
| Деррі Сіті           | 1:6  | Бенфіка (Лісабон)        | 1:2      | 0:4      |
| Олімпік (Марсель)    | 4:1  | Брондбю                  | 3:0      | 1:1      |
| Гонвед (Будапешт)    | 2:2  | Воєводина (Новий Сад)    | 1:0      | 1:2      |
| Лінфілд (Белфаст)    | 1:3  | Дніпро (Дніпропетровськ) | 1:2      | 0:1      |
| Мілан                | 5:0  | ГІК (Гельсінкі)          | 4:0      | 1:0      |
| Спора (Люксембург)   | 0:9  | Реал Мадрид              | 0:3      | 0:6      |
| Сліма Вондерерс      | 1:5  | 17 Ненторі (Тирана)      | 1:0      | 0:5      |
| Русенборг (Тронхейм) | 0:5  | Мехелен                  | 0:0      | 0:5      |
| ПСВ Ейндговен        | 5:0  | Люцерн                   | 3:0      | 2:0      |
| Рух (Хожув)          | 2:6  | ЦСКА (Софія)             | 1:1      | 1:5      |
| Стяуа (Бухарест)     | 5:0  | Фрам (Рейк'явік)         | 4:0      | 1:0      |
| Мальме               | 2:1  | Інтер (Мілан)            | 1:0      | 1:1      |
| Спарта (Прага)       | 5:2  | Фенербахче (Стамбул)     | 3:1      | 2:1      |
| Динамо (Дрезден)     | 4:5  | АЕК (Афіни)              | 1:0      | 3:5      |

## Другий раунд
| Команда 1                | Заг. | Команда 2           | 1-й матч | 2-й матч |
| ------------------------ | ---- | ------------------- | -------- | -------- |
| Олімпік (Марсель)        | 3:1  | АЕК (Афіни)         | 2:0      | 1:1      |
| Гонвед (Будапешт)        | 0:9  | Бенфіка (Лісабон)   | 0:2      | 0:7      |
| Мілан                    | 2:1  | Реал Мадрид         | 2:0      | 0:1      |
| Баварія (Мюнхен)         | 6:1  | 17 Ненторі (Тирана) | 3:0      | 3:1      |
| Стяуа (Бухарест)         | 2:5  | ПСВ Ейндговен       | 1:0      | 1:5      |
| Мальме                   | 1:4  | Мехелен             | 0:0      | 1:4      |
| Спарта (Прага)           | 2:5  | ЦСКА (Софія)        | 2:2      | 0:3      |
| Дніпро (Дніпропетровськ) | 4:2  | Тіроль (Інсбрук)    | 2:0      | 2:2      |

## Чвертьфінали
| Команда 1         | Заг. | Команда 2                | 1-й матч | 2-й матч    |
| ----------------- | ---- | ------------------------ | -------- | ----------- |
| Мехелен           | 0:2  | Мілан                    | 0:0      | 0:2(у д.ч.) |
| ЦСКА (Софія)      | 1:4  | Олімпік (Марсель)        | 0:1      | 1:3         |
| Бенфіка (Лісабон) | 4:0  | Дніпро (Дніпропетровськ) | 1:0      | 3:0         |
| Баварія (Мюнхен)  | 3:1  | ПСВ Ейндговен            | 2:1      | 1:0         |

## Півфінали
| Команда 1         | Заг. | Команда 2         | 1-й матч | 2-й матч    |
| ----------------- | ---- | ----------------- | -------- | ----------- |
| Олімпік (Марсель) | 2:2  | Бенфіка (Лісабон) | 2:1      | 0:1         |
| Мілан             | 2:2  | Баварія (Мюнхен)  | 1:0      | 1:2(у д.ч.) |

## Фінал
| 23 травня 1990 |

| Мілан       | 1:0 | Бенфіка |
| ----------- | --- | ------- |
| Райкард 68' |     |         |

| Пратерштадіон, Відень Глядачів: 57 558 Арбітр: Гельмут Коль |